# Genetyllis polyphylla
Genetyllis polyphylla är en ringmaskart som först beskrevs av Ehlers 1897.  Genetyllis polyphylla ingår i släktet Genetyllis och familjen Phyllodocidae. Inga underarter finns listade i Catalogue of Life.